# Martha Annie Whiteley
Martha Annie Whiteley (11 de novembre de 1866 – 24 de maig de 1956) va ser una farmacèutica anglesa i matemàtica i una de les inventores del Gas Mostassa, que li va ferir en un braç mentre feia proves. El Gas mostassa va ser utilitzat extensament durant la Primera Guerra Mundial. D'altra banda, va ser una de les defensores del rol de la dona en el sector de la química. És identificada com una de les 175 cares de la química segons la Royal Society of Chemistry britànica.